# 藤島亥治郎
藤島 亥治郎（ふじしま がいじろう、1899年5月1日 - 2002年7月15日）は、日本の建築史家。息子の藤島幸彦も建築史学者で、早稲田大学や大東文化大学講師。

## 経歴
出生から修学期
1899年、岩手県盛岡市で生まれた。生後すぐに一家は東京に転居したことから東京で育った。根津小学校、錦城中学校を経て、第六高等学校に入学。1920年に卒業した。
同年、東京帝国大学工学部建築学科に進学し、伊東忠太、関野貞、塚本靖の指導を受けた。特に関野貞の影響を受けて、建築史や考古学の遺構を通した建築学に関心を持つようになり、また卒業論文では日朝建築の交渉史をテーマとした。1923年3月、同大学を卒業。 
京城工業学校教員時代
卒業後は、1923年5月に日本統治下の朝鮮の京城工業学校助教授となり、京城に赴任。1924年に同校教授に昇格した。また、1924年12月からは朝鮮総督府技師についても兼任した。
1926年から1928年まで欧州留学を命じられ、ドイツ、フランス、アメリカの3か国に滞在し、欧州諸国についても巡った。
東京帝国大学教員時代(戦前)
1929年、東京帝国大学助教授に就任。同1933年、学位論文『朝鮮建築史論』を提出して工学博士の学位を取得した。また同年、東京帝国大学教授に昇格した。
帰国後も前任地での経験を生かして、1933年から終戦まで朝鮮宝物・古跡・名勝・天然記念物保存会委員をつとめ、朝鮮・韓国の建築に関する調査、保存活動にあたった。
戦後
戦後は平泉遺跡調査会を立ち上げ、代表に就き、毛越寺、中尊寺の整備、中山道宿場の研究などを行った。また、大阪四天王寺伽藍や浅草寺五重塔の再建計画を組んだ。また1950年からは文部省文化財審議会専門委員として文化財の保護にあたった（1980年まで）。1960年に東京大学を定年退官し、東京大学名誉教授となった。
東京大学退任後
1967年7月、帝国ホテル旧館（ライト館）の取壊しに反対する帝国ホテルを守る会が結成され、藤島が会長に就任。旧館は同年12月に取壊しが始まり、後に明治村に玄関部分が再現された。
2002年、腎不全のため東京都内で死去。

## 受賞・栄典
- 1941年：叙勲三等授瑞宝章。
- 1965年：四天王寺伽藍復元でBCS建築賞を受賞。
- 1968年：日本芸術院恩賜賞を受賞[11]
- 1986年：日本建築学会大賞を受賞。古建築・遺跡の歴史意匠的研究とその復原的設計における功績に対して。

## 研究内容・業績
専門は建築史。古建築・遺跡から歴史意匠やその復原的設計を考える視点で研究を進めた。戦前は朝鮮半島に赴任したことから朝鮮半島各地の史跡を実地踏査しており、日韓間の比較研究を主な研究テーマとした。
藤島亥治郎コレクション
かつて勤務した東京大学の東京大学総合研究博物館小石川分館に関連資料が寄贈されており、「藤島亥治郎コレクション」となっている。データベースとして公開されている。

## 家族・親族
- 父：藤島静村(藤島啓八)は四条円山派の日本画家。
- 息子：藤島幸彦は綜芸文化研究所所長。

## 著作
著書
- 『台湾の建築』(1948)
- 『日本の建築』(1958)
- 『平泉：毛越寺と観自在王院の研究』(1961)
- 『古寺再現』(1967)
- 『古社寺の旅』(1973)
- 『韓の建築文化』(1976)
- 『復興四天王寺』(1981)
- 『平泉建築文化研究』(1995)

論文
- 「朝鮮建築史論」『建築雑誌』530-536頁(1930)